# Kiến tạo

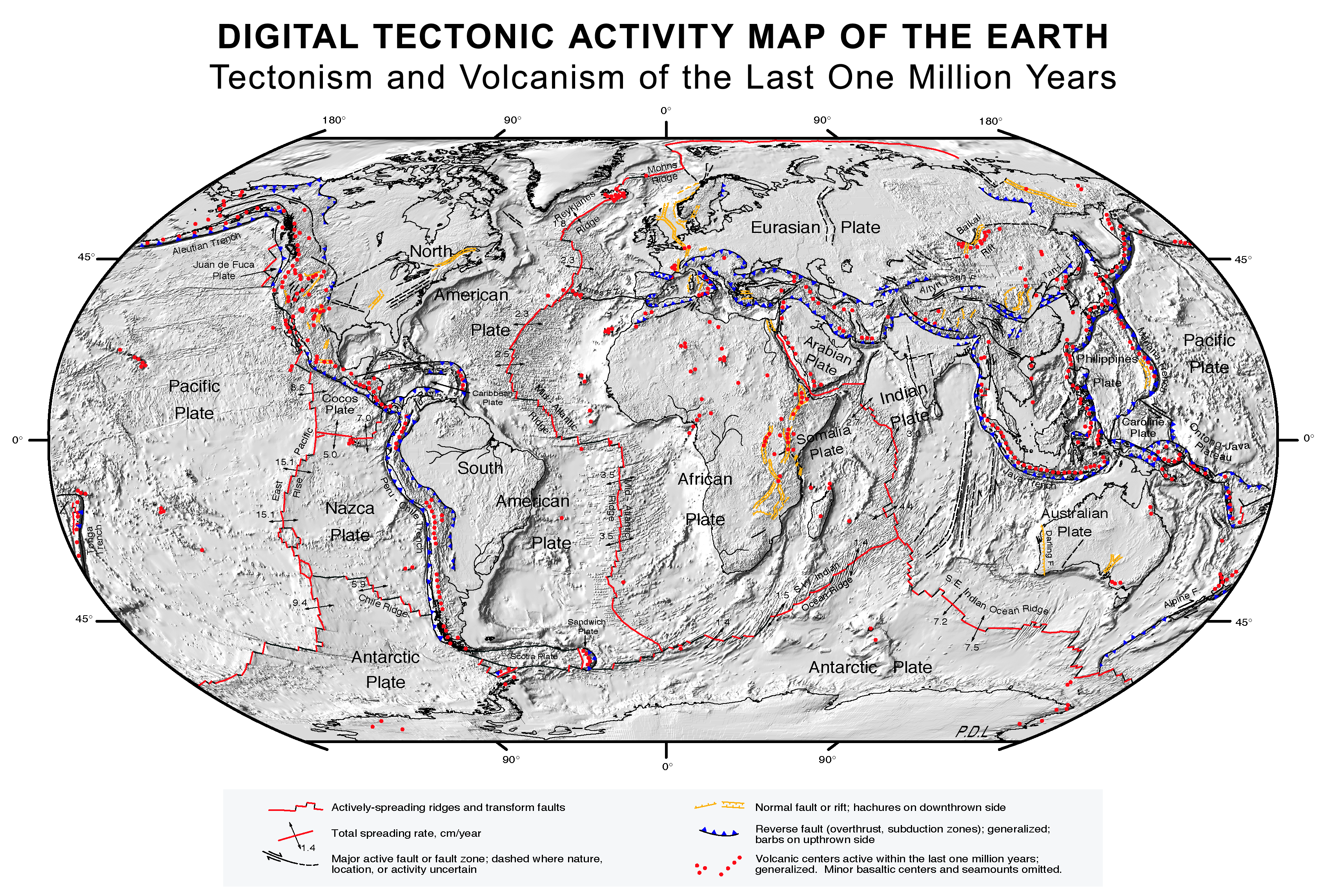
Kiến tạo mảng toàn cầu

Kiến tạo đề cập đến các quá trình chi phối cấu trúc và đặc điểm của vỏ Trái Đất, và sự tiến hóa của nó theo thời gian. Kiến tạo mô tả các quá trình tạo núi, sự phát triển và ứng xử của các vùng lõi lục địa hay còn gọi là nền cổ, và cách mà các mảng kiến tạo rắn cấu tạo nên lớp ngoài cùng của Trái Đất tương tác với các phần còn lại. Kiến tạo cũng cung cấp những kiến thức nền trong nghiên cứu động đất và vành đai núi lửa mà chúng ảnh hưởng đến dân cư trên toàn cầu. Các nghiên cứu về kiến tạo cũng giúp hiểu rõ hơn về xói mòn trong địa mạo học và định hướng cho các nhà địa chất trong việc tìm kiếm các tích tụ khoáng sản và dầu khí có giá trị cao.